# New York Film Critics Circle Awards 2022
L'88ª edizione dei New York Film Critics Circle Awards, annunciati il 2 dicembre 2022, ha premiato i migliori film usciti nel corso dell'anno.
La cena di gala annuale per la premiazione è prevista per il 4 gennaio 2023 al TAO Downtown Restaurant di New York.

## Vincitori
A seguire vengono indicati i vincitori, in grassetto.

### Miglior film
- Tár, regia di Todd Field

### Miglior regista
- S. S. Rajamouli – RRR

### Miglior attore protagonista
- Colin Farrell – Gli spiriti dell'isola (The Banshees of Inisherin) e After Yang

### Miglior attrice protagonista
- Cate Blanchett – Tár

### Miglior attore non protagonista
- Jonathan Ke Quan - Everything Everywhere All at Once

### Miglior attrice non protagonista
- Keke Palmer – Nope

### Miglior sceneggiatura
- Martin McDonagh - Gli spiriti dell'isola (The Banshees of Inisherin)

### Miglior film in lingua straniera
- EO, regia di Jerzy Skolimowski

### Miglior film di saggistica
- All the Beauty and the Bloodshed, regia di Laura Poitras

### Miglior film d'animazione
- Marcel the Shell with Shoes On, regia di Dean Fleischer Camp

### Miglior fotografia
- Claudio Miranda - Top Gun: Maverick

### Miglior opera prima
- Aftersun, regia di Charlotte Wells

### Menzione speciale
- Jafar Panahi per "il suo ostinato coraggio come artista, e per l'umanità e la bellezza di un corpo di lavoro creato nelle circostanze più opprimenti".
- Jake Perlin: curatore, distributore ed editore, in riconoscimento dei "suoi indispensabili contributi alla cultura cinematografica".
- dGenerate Films per "il loro inestimabile lavoro nel portare i film indipendenti dalla Cina a un pubblico più ampio".